# Canthigaster janthinoptera
Canthigaster janthinoptera es una especie de peces de la familia Tetraodontidae en el orden de los Tetraodontiformes.

## Morfología
- Los machos pueden llegar alcanzar los 9 cm de longitud total.
- Tiene muchas manchas blancas esparcidas por el cuerpo.[1][2]

## Alimentació
Come poliquetos, algas y pequeñas cantidades de tunicas, crustáceos, equinodermos y corales.

## Hábitat
Es un pez de mar de clima tropical y asociado a los  arrecifes de coral que vive entre 1-30 m de profundidad

## Distribución geográfica
Se encuentra desde el África Oriental hasta Transkei (Sudáfrica), las islas de la Línea, las islas Marquesas, el sur del Japón y la isla de Lord Howe.

## Observaciones
Es inofensivo para los humanos.